# Operação Lava Jato

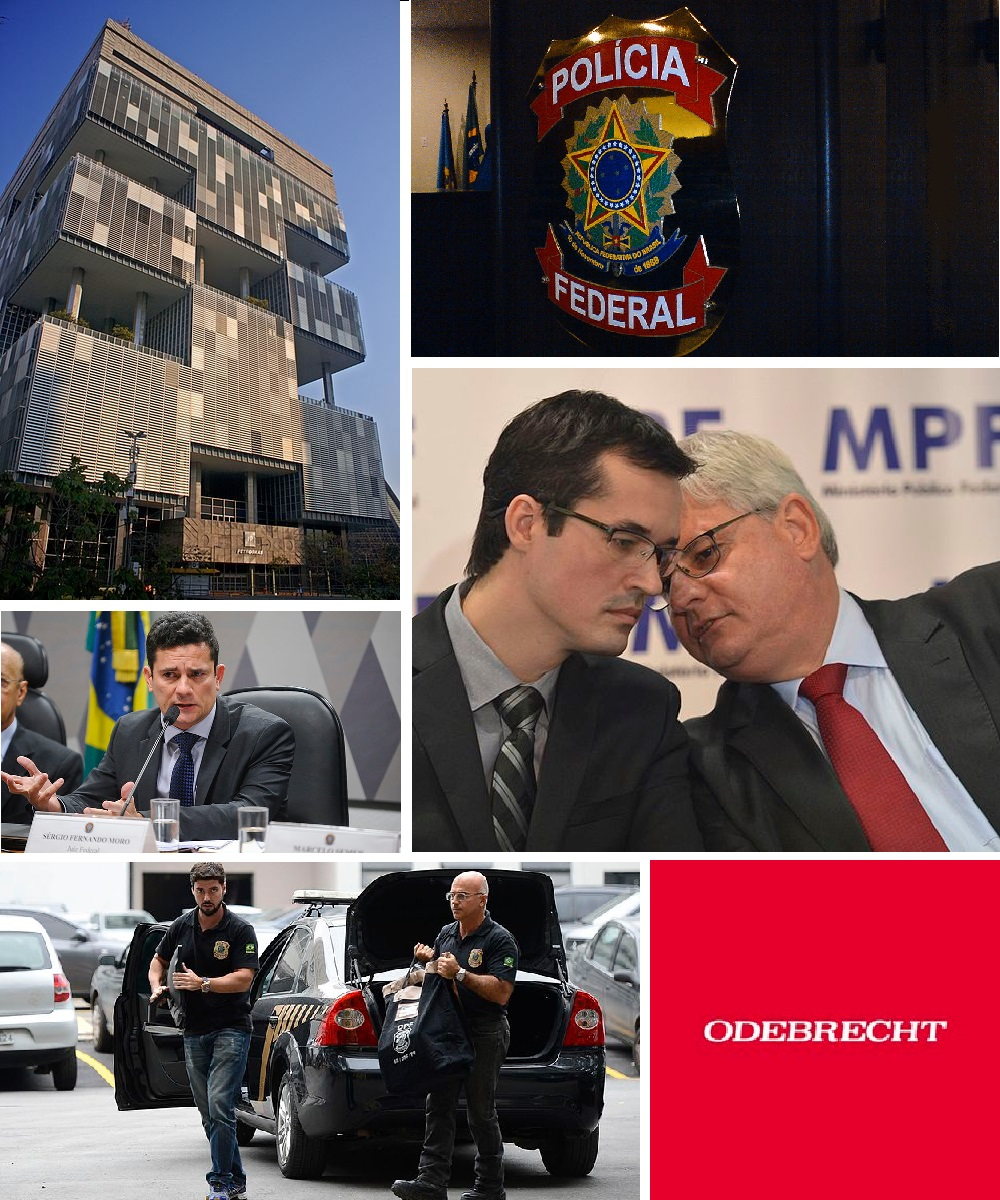
Dall'alto, la sede della Petrobras a Rio de Janeiro, l'emblema della polizia federale del Brasile, il giudice Sérgio Moro, Deltan Dallagnol con Rodrigo Janot, la polizia federale in un'operazione e il logo di Odebrecht.

La definizione Operação Lava Jato, o in italiano Operazione Autolavaggio, è il nome di un'operazione della polizia federale del Brasile iniziatasi il 17 marzo 2014 e ancora in corso per portare alla luce un sistema di tangenti all'interno dell'azienda petrolifera statale Petrobras grazie alla dichiarazioni del pentito Alberto Youssef. Un giro di tangenti del valore di 10.000 milioni di real brasiliani pari a circa 1,7 miliardi di euro. Secondo le forze dell'ordine è la più grande operazione anti-corruzione nella storia del Brasile.

## Storia

Processo

Un'indagine sul riciclaggio di denaro si è allargata per coprire le accuse di corruzione alla compagnia petrolifera statale Petrobras, i cui dirigenti avrebbero accettato tangenti in cambio di aggiudicazioni di contratti a imprese edili a prezzi gonfiati. L'inchiesta è nota come "Petrolão-Operation Car Wash" perché l'indagine penale - condotta dalla polizia federale del Brasile, sezione di Curitiba, e giudizialmente guidata dal giudice Sergio Moro dal 17 marzo 2014 - iniziò quando si scoprì che il luogo in cui l'associazione criminale prelevava o scambiava danaro contante a scopi illeciti era l'agenzia finanziaria del Posto da Torre (la stazione del gas della Torre) a Brasilia.
La scoperta di questo "sistema" criminale ha comportato l'emissione di più di mille mandati di perquisizione e sequestro, detenzione temporanea, carcerazione preventiva ed altre misure coercitive, con l'obiettivo di accertare l'entità di un regime di riciclaggio di denaro sospettato di spostare oltre 30 miliardi di reais (circa US $ 9,5 miliardi). Almeno altri undici Stati, prevalentemente in America Latina, sono stati coinvolti nelle indagini, anche per il ruolo in essi esercitato dalla ditta brasiliana Odebrecht.
Lo scandalo è cresciuto, nella pubblica visibilità, in parte perché scardinava l'aura di impunità - sedimentatasi negli anni intorno all'intreccio tra società pubbliche e mondo degli affari in Brasile - in parte perché attestava il sostegno pubblico alla rivendicazione di indipendenza del potere giudiziario: Sergio Moro ha ricevuto il plauso di buona parte dell'opinione pubblica inquisendo gli ex presidenti Luiz Inácio Lula da Silva e Dilma Rousseff, ma anche per la strategia di premiare la collaborazione con le indagini degli imprenditori, utilizzando poi le loro dichiarazioni contro i politici. Questa linea di conduzione delle indagini, oltre alle loro assai vaste dimensioni, ha però prodotto l'accusa, da parte di alcuni avvocati, di "selettività" e "parzialità" contro i loro assistiti, trattandosi di "un procedimento penale che ha violato le regole minime di difesa per un gran numero di imputati". 
Il giornale online The Intercept Brasil, fondato da Glenn Greenwald, ha pubblicato un'inchiesta basata sulle intercettazioni dei numerosi messaggi Telegram fra Sergio Moro e i procuratori ai quali suggeriva le condanne da infliggere nell'operazione Lava jato.

## Impatto sulla Petrobras
Petrobras a seguito dell'inchiesta ha ritardato la pubblicazione dei suoi risultati finanziari del 2014 e nell'aprile 2015 ha reso pubblici alcuni "audited financial statements" secondo cui oltre due miliardi di dollari erano stati destinati in tangenti ed un totale di quasi 17 miliardi di dollari era stato coinvolto in operazioni finanziarie di occultamento. La Petrobras ha anche sospeso la distribuzione dei dividendi per il 2015; per effetto dello scandalo e del crollo del prezzo del petrolio, ha anche annunciato che avrebbe dismesso beni per 13,7 miliardi di dollari nel successivo biennio.

## Alcuni politici indagati
| Nome                     | Incarico                                | Partito | Stato              |
| ------------------------ | --------------------------------------- | ------- | ------------------ |
| Michel Temer             | Presidente                              | PMDB    | San Paolo          |
| Renan Calheiros          | Senatore                                | PMDB    | Alagoas            |
| Eduardo Cunha            | Deputato federale                       | PMDB    | Rio de Janeiro     |
| Fernando Collor de Mello | Senatore                                | PTB     | Alagoas            |
| Lindberg Farias          | Senatore                                | PT      | Rio de Janeiro     |
| Cândido Vaccarezza       | Ex-deputato federale                    | PT      | San Paolo          |
| Gleisi Hoffmann          | Senatrice                               | PT      | Paraná             |
| Benedito de Lira         | Senatore                                | PP      | Alagoas            |
| Arthur Lira              | Deputato federale                       | PP      | Alagoas            |
| José Mentor              | Deputato federale                       | PT      | San Paolo          |
| Edison Lobão             | Senatore                                | PMDB    | Maranhão           |
| Humberto Costa           | Deputato federale                       | PT      | Pernambuco         |
| José Otávio Germano      | Deputato federale                       | PP      | Rio Grande do Sul  |
| João Alberto Pizzolati   | Ex-Deputato federale                    | PP      | Santa Catarina     |
| Roseana Sarney           | Ex-senatrice                            | PMDB    | Maranhão           |
| Vander Loubet            | Deputato federale                       | PT      | Mato Grosso do Sul |
| Antonio Anastasia        | Senatore                                | PSDB    | Minas Gerais       |
| Aníbal Gomes             | Deputato federale                       | PMDB    | Ceará              |
| Simão Sessim             | Deputato federale                       | PP      | Rio de Janeiro     |
| Nelson Meurer            | Deputato federale                       | PP      | Paraná             |
| Roberto Teixeira         | Ex-Deputato federale                    | PP      | Pernambuco         |
| Ciro Nogueira            | Senatore                                | PP      | Piauí              |
| Gladson Cameli           | Senatore                                | PP      | Acre               |
| Aguinaldo Ribeiro        | Deputato federale                       | PP      | Paraíba            |
| Eduardo da Fonte         | Deputato federale                       | PP      | Pernambuco         |
| Luiz Fernando Faria      | Deputato federale                       | PP      | Minas Gerais       |
| Dilceu Sperafico         | Deputato federale                       | PP      | Paraná             |
| Jerônimo Goergen         | Deputato federale                       | PP      | Rio Grande do Sul  |
| Sandes Júnior            | Deputato federale                       | PP      | Goiás              |
| Afonso Hamm              | Deputato federale                       | PP      | Rio Grande do Sul  |
| Missionário José Olímpio | Deputato federale                       | PP      | San Paolo          |
| Lázaro Botelho           | Deputato federale                       | PP      | Tocantins          |
| Luis Carlos Heinze       | Deputato federale                       | PP      | Rio Grande do Sul  |
| Renato Molling           | Deputato federale                       | PP      | Rio Grande do Sul  |
| Roberto Balestra         | Deputato federale                       | PP      | Goiás              |
| Lázaro Britto            | Deputato federale                       | PP      | Bahia              |
| Waldir Maranhão          | Deputato federale                       | PP      | Maranhão           |
| Mário Negromonte         | Ex-Deputato federale                    | PP      | Bahia              |
| Pedro Corrêa             | Ex-Deputato federale                    | PP      | Pernambuco         |
| Aline Corrêa             | Ex-Deputata federale                    | PP      | San Paolo          |
| André Vargas             | Ex-Deputato federale                    | PT      | Paraná             |
| Carlos Magno             | Ex-Deputato federale                    | PP      | Rondônia           |
| João Leão                | Ex-Deputato federale e vice-governatore | PP      | Bahia              |
| Luiz Argolo              | Ex-Deputato federale                    | SD      | Bahia              |
| Pedro Henry              | Ex-Deputato federale                    | PP      | Mato Grosso        |
| Vilson Covatti           | Ex-Deputato federale                    | PP      | Rio Grande do Sul  |
| Romero Jucá              | Senatore                                | PMDB    | Roraima            |
| Valdir Raupp             | Senatore                                | PMDB    | Rondônia           |